# Umlazi
Umlazi ist ein ehemaliges Township und ein Stadtteil von Durban. Es gehört zur Metropolgemeinde eThekwini in der südafrikanischen Provinz KwaZulu-Natal.

## Geographie
2011 betrug die Einwohnerzahl 404.811. 91 % der Bewohner gaben bei der Volkszählung isiZulu als erste Sprache an.
Umlazi liegt 17 Kilometer südlich des Central Business District in Durban und direkt westlich des Durban International Airport und des Southern Industrial Basin. Nördlich von Umlazi fließt der Fluss Umlazi, der die Grenze zum benachbarten Stadtteil Chatsworth bildet. Umlazi befindet sich auf einer Höhe von 182 Metern über dem Meeresspiegel. Die Fläche des Stadtteils beträgt 4.482 Hektar.

## Geschichte
1836 bewohnten US-amerikanische Missionare das heutige Gebiet von Umlazi. 1856 wurde daraus eine anglikanische Missionsstation. Die eigentliche Gründung der Stadt fand 1845 statt. Die Briten besetzten Natal und richteten native locations ein, Wohnorte vor allem für Zulu. Der Name stammt der Legende nach von einem Ausspruch des Zulu-Königs Shaka, dem das Wasser hier nicht schmeckte und es als Molke (isiZulu Umlaza) bezeichnete.
Das Township Umlazi wurde 1950 im Homeland KwaZulu errichtet. Es war eine der größten Townshipsiedlungen, die in einem Homeland gebaut wurden. Ihr Zweck war die Versorgung des South-West-White-Industriegebiets mit Arbeitskräften. Ein Großteil von Umlazis Bewohnern lebte auch schon davor hier, aber es kam auch zur Ansiedlung vieler Afrikaner, die aus anderen Gebieten vertrieben wurden. Darunter befanden sich rund ein Drittel der Bewohner, die Cato Manor verlassen mussten. 1973 erhielt Umlazi Stadtstatus. Bis 2005 besaß Umlazi einen Campus der University of Zululand. Das Mangosuthu Technikon wurde 2007 zur Mangosuthu Technical University erweitert.

## Wirtschaft und Infrastruktur
In Umlazi gibt es Unternehmen der Nahrungsmittelindustrie sowie Sägewerke. Außerdem werden Textilien, Papier, Leder- und Gummiwaren sowie Kunststoffprodukte hergestellt. Umlazi ist Sitz der Mangosuthu Technical University.
Durch Umlazi führt in Ost-West-Richtung der Griffiths Mxenge Highway. Umlazi ist Endhaltestelle zweier Linien der Metrorail Durban, von denen die Bluff Line nur im Berufsverkehr betrieben wird.

## Söhne und Töchter des Ortes
- Zanele Muholi (* 1972); Fotografin und LGBTQ+-Aktivistin
- Gabi Ngcobo (* 1974); Kunstschaffende und Ausstellungsmacherin
- Linda Sikhakhane (* 1992); Jazzmusiker